# Scooby-Doo sur l'île aux zombies
Série
Scooby-Doo et le Fantôme de la sorcière
(1999)
Pour plus de détails, voir Fiche technique et Distribution.
Scooby-Doo sur l'île aux zombies ou Scooby-Doo dans l'île des zombies au Québec et en Belgique (Scooby-Doo on Zombie Island) est un film d'animation américain réalisé par Jim Stenstrum et sorti en 1998. 
C'est le premier vidéofilm de la franchise Scooby-Doo produite par Warner Bros. Une suite Scooby-Doo : Retour sur l'île aux zombies est sortie en 2019.
Dans la plupart des histoires de Scooby-Doo, les éléments paranormaux se révèlent être des subterfuges, ce qui n'est pas le cas dans ce film.

## Synopsis
Scooby-Doo et toute la bande de Mystère et Compagnie partent vers l'île de Moonscar, dans un bayou de la Louisiane.
La bande s'est dissoute. Daphné et Fred présentent une émission de télévision traitant des phénomènes paranormaux, Véra s'occupe d'une librairie spécialisée dans les romans policiers et Samy et Scooby-Doo travaillent dans un aéroport où ils sont chargés de vérifier les bagages afin d'éviter l'entrée de nourriture de contrebande. Lors d'une émission, Daphné annonce qu'elle va présenter une série de documentaires sur « l'Amérique hantée ».
Sur une initiative de Fred, la bande se réunit à nouveau et part à la recherche d'un vrai endroit hanté. Ils se rendent compte que tous les fantômes, monstres, revenants qu'ils croisent sont en réalité des êtres humains déguisés. Daphné désespère de trouver un vrai endroit hanté pour son émission. Une jeune femme prénommée Lena entend cette conversation et invite la bande à se rendre sur l'île de Moonscar, dans un bayou de la Louisiane : elle dit qu'elle connaît une vraie maison hantée. Les 5 amis se rendent sur l'île en bac à fond plat.
Ils y rencontrent l'employeur de Lena, Simone Lenoir, le jardinier Beau, le capitaine du bac Jacques, un pêcheur fou et son sanglier Mojo. Ils découvrent également que l'île est remplie de plantations de piments et de chats. Simone leur explique que l'île est hantée par Morgan Moonscar, un pirate débarqué sur l'île 200 ans auparavant. En effet, lorsque les amis sont dans la cuisine, le fantôme du pirate écrit « Allez-vous-en » sur le mur. Sammy et Scooby vont manger dehors mais ont le malheur de croiser le pêcheur fou et ils sont chassés par le sanglier Mojo qui les fait tomber dans un trou. En essayant d'en sortir, Sammy découvre le squelette d'un bras. Un étrange éclair vert apparaît alors et fait reprendre vie au squelette qui devient le zombie de Morgan Moonscar. Ils s'échappent du trou et rencontrent les autres qui étaient venus les chercher, alertés par leurs cris.
La nuit tombe et Simone invite la bande à passer la nuit sur l'île. Avant le repas, alors que tout le monde se fait beau, un fantôme de soldat de la guerre de Sécession apparaît dans le miroir de la chambre de Sammy et Scooby. Afin d'être à l'écart des chats, ceux-ci mangent dehors, dans la Mystery Machine (leur van), en plein marais. Ils mangent tellement de piments qu'ils sortent du van pour boire l'eau d'un petit lac lorsqu'un nouvel éclair vert frappe les profondeurs de l'eau. Des dizaines de zombies (pirates, soldats, négociants d'épices, touristes) apparaissent et poursuivent Sammy et Scooby qui s'enfuient à pied. Fred, Daphné et Véra entendent leurs cris et partent à leur recherche lorsqu'ils tombent sur Beau, le jardinier. Ils se séparent pour trouver Sammy et Scooby. Fred et Daphné les retrouvent lorsqu'ils entendent les cris de Lena. Daphné, Fred, Véra et Beau retournent à la maison, poursuivis par une bande de zombies, et Daphné perd sa caméra dans des sables mouvants.
Pendant ce temps, Sammy et Scooby découvrent une grotte avec un petit autel. Ils trouvent des poupées de cire à l'effigie de Fred, Daphné et Véra et jouent avec, provoquant les mêmes gestes chez les vraies personnes. Plus tard, Daphné, Véra, Fred et Beau arrivent à la maison et découvrent Lena dans un passage secret situé sous l'escalier de la maison. Elle dit que des zombies ont attaqué la maison et ont enlevé Simone. Ils poursuivent leur chemin dans le souterrain et arrivent dans la grotte que Sammy et Scooby ont découverte précédemment. Il se trouve que Simone y est, mais de son plein gré.
C'est un retournement de situation. Simone et Lena révèlent alors leur vraie nature et avouent avoir attiré le groupe dans un piège. Elles s'avèrent être les méchants de l'histoire. Dans les années 1700, elles faisaient partie d'un groupe de colons vivant paisiblement sur l'île tout en vouant un culte à une déesse-chat. Une nuit, alors que les colons célébraient leur bonne récolte, Morgan Moonscar et ses pirates sont venus à terre et ont massacré les colons, à l'exception de Lena et Simone qui ont pu se cacher. Animées par un désir de vengeance, elles ont prié la déesse-chat et invoqué une malédiction pour tuer les pirates. Leur souhait a été exaucé, Lena et Simone se sont transformées en monstre-chat et les tuèrent. Cependant Lena et Simone ont été maudites aussi. Pour conserver leur immortalité, elles doivent tuer à chaque soir de pleine lune avant minuit en puisant la force vitale de leurs victimes. C'est pour ça que Lena attire des gens dans l'île. Jacques, le capitaine du bac est lui aussi un monstre-chat (son plus grand rêve était d'être immortel, alors Léna et Simone exaucèrent son vœu en le maudissant lui aussi), ce dernier fait face à Sammy et Scooby et les pourchasse. 
Fred, Daphné, Véra et Beau sont ligotés en attendant minuit. Lorsque l'heure approche, Lena et Simone veulent les tuer mais Sammy et Scooby toujours poursuivis par Jacques, arrivent à les sauver. Lorsque minuit est passé, Jacques, Lena et Simone meurent. La malédiction de l'île est levée. C'est alors que Véra comprend que les zombies sont toutes les personnes dont Lena et Simone ont tiré leur énergie vitale et qu'ils essayaient en fait de les prévenir du danger. Enfin, Beau révèle qu'il était en réalité un policier chargé d'enquêter sur les disparitions survenues sur l'île. 

## Personnages
- Scooby-Doo: Ce chien qui parle est le héros de la bande. Il a un tempérament peureux et adore les Scooby Snacks. Il poursuit régulièrement les chats de Simone.

- Sammy Rodgers: Le maître de Scooby-Doo. À l'instar de son chien, il se montre peureux et adore les Scooby Snacks. Il a les cheveux châtains et porte un t-shirt vert et un pantalon brun.

- Daphné Blake: Daphné anime une émission télévisée sur paranormal et projette de réaliser une série de documentaires sur l'Amérique hantée. C'est cette quête qui va mener la bande à se rendre sur l'île de Moonscar. Elle se montre jalouse de Lena pour qui Fred semble avoir des sentiments, mais semble en éprouver pour Beau. Elle a les cheveux roux et longs et porte une veste violette.

- Fred Johns: Le caméraman de la bande, chargé de filmer les événements paranormaux. Il se montre sceptique face aux différents phénomènes paranormaux qui se manifestent tout au long de l'aventure jusqu'à ce que lui et Daphné ne croisent une horde de zombies. Il a les cheveux blonds et les yeux bleus.

- Véra Dinkley: C'est le cerveau de la bande. Elle se montre à l'instar de Fred plutôt sceptique quant à la manifestation des phénomènes paranormaux. Elle n'a se cesse de soupçonner Beau qu'elle juge responsable de ces phénomènes. Elle est de petite taille, porte des lunettes et un pull orange et a les cheveux roux et courts. Véra possèdeune boutique de romans policiers.

- Simone Lenoir: Simone est une femme âgée de plus de 200 ans. Au XVIIIe siècle, elle s'est installée sur l'île de Moonscar avec un groupe de colons qui vénéraient une déesse chat. Un jour, ils furent attaqués par Morgan Moonscar et son équipage. Seule survivante avec Lena de ce raid, elle invoqua le pouvoir de la déesse chat pour se venger des pirates en se transformant en monstre chat, se maudissant ainsi elle-même. Depuis, elle doit absorber la force vitale de ses victimes pour pouvoir continuer à vivre et ainsi rester immortelle. Elle est avec Lena et Jacques l'un des trois principaux antagonistes de l'histoire. Simone a les cheveux blonds et plutôt courts et les yeux bleus. Elle porte un haut lieu avec un pendentif représentant la déesse chat et une robe blanche.

- Lena Dupré: Lena est avec Simone l'une des deux seules survivante du massacre des colons perpétré par Morgan Moonscar et son équipage. Il s'agit de la cuisinière de Simone. C'est aussi elle qui amène les nouvelles victimes sur l'île. Lena est aussi un monstre chat. Elle a les cheveux noirs et ondulants et les yeux noisette. Elle porte un chemisier rouge, un bandeau dans les cheveux aussi rouge et des boucles d'oreille.

- Jacques: Le commandant du ferry. C'est le complice de Simone et Lena, et donc l'un des principaux antagonistes de l'histoire. En effet, son rêve était de devenir immortel. Simone et Lena le maudirent et en firent un monstre chat. C'est un homme âgé portant la moustache.

- Beau Neville: Beau est le jardinier de Simone. Il a les cheveux bruns, les yeux bleus et a un corps athlétique. Daphné semble avoir des sentiments pour lui, alors que Véra le trouve suspect. Une fois la malédiction levée, il révèle sa véritable identité. Beau est une réalité un policier chargé d'enquêter sur les dispositions survenues dans l'île.

- Morgan Moonscar: De son vrai nom Morgan McRight, c'était un pirate qui opérait dans la Louisiane du XVIIIe siècle. Il lança un raid sur l'île où vivaient Simone et Lena qui voulurent se venger en invoquant une malédiction et en se changeant en monstre chat. Il fut tué avec son équipage. Son fantôme, puis son zombie apparaît à plusieurs reprises au cours du film. Il porte un uniforme de pirate et possède une longue barbe grise. Il a une cicatrice en forme de croissant de lune, ce qui lui vaut son surnom de "Moonscar".

- Les zombies: S'ils paraissaient menaçants à la base, les zombies sont en réalité des victimes des monstres chat et cherchent uniquement à prévenir la bande du danger qu'ils courent en restant sur l'île. Parmi eux se trouvent notamment des pirates, des soldats confédérés, des marchands de piment, des pêcheurs et des touristes.

- Snakebite Scruggs: Ce pêcheur fou et agressif est obsédé par le fait de pêcher la "Grosse Mona", le plus gros poisson-chat du marais. Il sauve Sammy et Scooby d'une attaque d'alligators. Il possède un sanglier domestique appelé Mojo. Snakebite Scruggs affirme détester les touristes se rendant dans le marais, car ils feraient fuir la Grosse Mona. Il a les cheveux mi-longs et blonds et un œil de verre.

- Chris: Cette présentatrice télé apparaît au début de film. Elle interview Daphné sur sa série de documentaires sur le paranormal. Elle a la peau noire et les cheveux courts.

## Fiche technique
- Titre original : Scooby-Doo on Zombie Island
- Titre français : Scooby-Doo sur l'île aux zombies
- Réalisation : Jim Stenstrum, Hiroshi Aoyama, Kazumi Fukushima
- Société de production : Hanna-Barbera Cartoons
- Pays de production : USA
- Langue : Anglais
- Format : Couleurs - son Dolby SR
- Durée : 76 minutes
- Genre : Animation, aventure, comédie horrifique et fantastique
- Dates de sortie :
  - États-Unis : 22 septembre 1998
  - France : 17 octobre 2001

## Distribution

### Voix originales
- Scott Innes : Scooby-Doo
- Billy West : Sammy Rogers
- Mary Kay Bergman : Daphné Blake
- Frank Welker : Fred Jones
- Betty Jean Ward : Véra Dinkley
- Adrienne Barbeau : Simone Lenoir
- Tara Strong : Lena Dupré
- Cam Clarke : Beau Neville
- Jim Cummings : Jacques
- Mark Hamill : Snakebite Scruggs
- Jennifer Leigh Warren : Chris
- Jim Varney : James Rivières
- Ed Gilbert : Mr. Beeman
- Miriam Margolyes : Mme Krepnick
- Jan Rabson : Policier
- Rodger Bumpass : chef
- Don Messick : patron de l'aéroport
- Joseph Ranft :  Jack

### Voix françaises
- Éric Missoffe : Scooby-Doo / Sammy
- Mathias Kozlowski : Fred
- Joëlle Guigui : Daphné
- Chantal Macé : Véra
- Paule Emanuele : Simone Lenoir
- Marie Millet : Léna Dupré
- Vincent Cassel : James Rivières
- Michel Mella : Policier
- Thierry Wermuth : chef
- Gilbert Lévy : patron de l'aéroport
- Yves Barsacq : Jacques

### Voix québécoises
- Daniel Lesourd : Scooby-Doo
- Joël Legendre : Sammy
- Camille Cyr-Desmarais : Daphnée Blake
- Benoit Rousseau : Fred Jones
- Aline Pinsonneault : Véra
- Madeleine Arsenault : Simone Lenoir
- Élisabeth Lenormand : Lena Dupré
- Daniel Picard : Beau Neville
- Hubert Gagnon : Snakebite Scruggs
- Élise Bertrand : Chris
- Jacques Brouillette : M. Beeman
- Gilbert Lachance : James Rivières
- Pierre Auger : patron de l'aéroport

## Production
Le scénario du film est basé sur un épisode non terminé d'une autre série d'Hanna-Barbera, SWAT Kats[réf. souhaitée].
L'animation a été produite par le studio japonais Mook, d'où la présence de 2 réalisateurs japonais à la production.